# Венц, Зигфрид
Зигфрид Венц (нем. Siegfried Wentz; род. 7 марта 1960, Röthenbach bei Sankt Wolfgang, Бавария) — немецкий легкоатлет, специалист по многоборьям. Выступал за сборную ФРГ по лёгкой атлетике в 1979—1990 годах, бронзовый призёр летних Олимпийских игр в Лос-Анджелесе, обладатель серебряной и бронзовой медалей чемпионатов мира, бронзовый призёр чемпионата Европы, победитель летней Универсиады и Кубка Европы в командном зачёте, многократный победитель и призёр первенств национального значения, бывший рекордсмен мира в семиборье.

## Биография
Зигфрид Венц родился 7 марта 1960 года в коммуне Ротенбах. Детство провёл в городе Лорх, начал заниматься лёгкой атлетикой в возрасте 13 лет.
Впервые заявил о себе в десятиборье на международном уровне в сезоне 1979 года, когда вошёл в состав западногерманской национальной сборной и выступил на юниорском европейском первенстве в Быдгоще — превзошёл здесь всех соперников и завоевал золотую медаль.
В 1981 году на Кубке Европы по легкоатлетическим многоборьям в Бирмингеме стал четвёртым в личном зачёте и помог своим соотечественникам выиграть мужской командный зачёт.
На чемпионате Европы 1982 года в Афинах неудачно выступил в прыжках с шестом и занял лишь 20-е место.
В июне 1983 года на соревнованиях в Бернхаузене установил личный рекорд в десятиборье, набрав в сумме всех дисциплин 8762 очков — на тот момент это был третий лучший результат за всю историю данного вида спорта после достижений Юргена Хингзена и Дейли Томпсона. Позже Венц побывал на впервые проводившемся чемпионате мира по лёгкой атлетике в Хельсинки, откуда привёз награду бронзового достоинства. Представлял страну на Кубке Европы в Софии — получил здесь бронзу и золото в личном и командном зачётах соответственно. За эти выдающиеся достижения по итогам сезона был награждён Серебряным лавровым листом .
Благодаря череде удачных выступлений удостоился права защищать честь страны на летних Олимпийских играх 1984 года в Лос-Анджелесе — с результатом в 8412 очка завоевал бронзовую олимпийскую медаль, уступив только британцу Томпсону и соотечественнику Хингзену.
После лос-анджелесской Олимпиады Зигфрид Венц остался в составе легкоатлетической команды ФРГ и продолжил принимать участие в крупнейших международных стартах. Так, в 1985 году на домашнем Кубке Европы в Крефельде он стал пятым в личном зачёте и занял шестое место командного зачёта.
В феврале 1986 года на соревнованиях в Дортмунде установил мировой рекорд в семиборье (6163). На домашнем чемпионате Европы в Штутгарте добавил в послужной список ещё одну бронзовую награду, выигранную в десятиборье.
В 1987 году одержал победу на Универсиаде в Загребе и стал серебряным призёром на чемпионате мира в Риме — на сей раз его превзошёл представитель Восточной Германии Торстен Фосс.
Последний раз участвовал в крупных международных соревнованиях в сезоне 1990 года, когда на чемпионате Европы в Сплите с результатом в 7810 очков занял итоговое 12-е место.
Помимо занятий спортом получил медицинское образование и впоследствии работал по специальности врачом.